# Trịnh Ngô Dụng
Trịnh Ngô Dụng (1684 - 1746) là đại thần nhà Lê trung hưng trong lịch sử Việt Nam. Ông đỗ tam giáp đồng tiến sĩ khoa thi năm Tân Sửu (1721), niên hiệu Bảo Thái năm thứ hai triều vua Lê Dụ Tông, làm quan đến chức Đổng tiến kim tử, vinh lộc đại phu, Trụ quốc thượng giai, Binh bộ thượng thư tước nhi quận công.

## Tiểu sử
Ngô Dụng sinh tại làng Vân Trì, tổng Hoàng Vân, huyện Hiệp Hòa xứ Kinh Bắc (nay là làng Vân Xuyên, xã Hoàng Vân, Hiệp Hòa, Bắc Giang), tự là Điển Trai, hiệu là Quế Hiên. Vì có công lao to lớn với đất nước, dẹp loạn an dân, được chúa thượng ban cho họ Trịnh, nên tên từ Ngô Dụng trở thành Trịnh Ngô Dụng. Ngô Dụng khi mới sinh ra tướng mạo khôi ngô tuấn tú, mắt trong và sáng, hai tai dày và to, đằng sau phía vai phải có một nốt ruồi đỏ chót.
Thuở nhỏ Ngô Dụng được phụ thân dạy chữ nho tại gia, lớn lên được gửi theo học tiến sĩ Trịnh Đức Liên ở làng Đại Mão, tổng Siêu Loại, phủ Thuận An xứ Kinh Bắc (nay thuộc huyện Thuận Thành, Bắc Ninh).
Năm 12 tuổi Ngô Dụng đi thi tứ trường, các quan trường chê là nhỏ tuổi không cho thi, phải về quê nhà dùi mài kinh sử để đợi ngày. Năm 15 tuổi dự thi tứ trường (thi hương), đỗ tam trường. Năm 19 tuổi lại thi hương, đỗ tứ trường. Năm 29 tuổi thi xuân thí (thi hội), đỗ tam trường. Năm 36 tuổi thi Lai Bộ đỗ thứ ba, được bổ làm quan nho học, huấn đạo Phủ Thăng Hoa.
Năm 37 tuổi, ông thi Xuân thí (thi hội), đỗ tứ trường. Khoa thi Đình năm Tân Sửu (1721), niên hiệu Bảo Thái năm thứ 2 đời vua Lê Dụ Tông, Ngô Dụng đỗ đệ tam giáp đồng tiến sĩ xuất thân ở tuổi 37. Khoa thi này cả nước có 25 người đỗ trên 3.000 sĩ tử dự thi. Sau khi đỗ tiến sĩ, Ngô Dụng được bổ làm quan Công Lang Binh Khoa cấp sự trung.
Năm 40 tuổi làm quan giám sát ngự sử đạo Thái Nguyên. Năm 44 tuổi làm quan Đốc Đồng sứ Hải Dương. Năm 46 tuổi làm quan Mậu Lâm Lang, Đông Các Hiệu Thư, cùng năm ấy làm quan Thanh Hình Hiếu sứ, tự hiệu sát sứ Sơn Nam. Năm 48 tuổi làm quan Hiến Cung Đại Phu, đông các học sỹ, tư thận thiếu doãn trung liệt.
Năm 50 tuổi làm quan tư thận thiếu doãn, Hàn Lâm Viện; cùng năm ấy làm quan phủ doãn phủ Phụng Thiên (tức tri phủ kinh thành Thăng Long). Năm 52 tuổi làm quan Hoàng Tín Đại Phu, Ngự Sử Đài; cùng năm ấy làm quan Trung Đại Phu, Ngự Sử Đài, Phó Đô Ngự Sử. Năm 54 tuổi làm quan Trung Chính Đại Phu, Hàn Lâm Viện.
Năm 56 tuổi làm quan thừa chánh sứ xứ Thanh Hoá; cùng năm ấy làm Thượng tướng Quân thống lĩnh binh mã đi dẹp loạn hạt Lạng Giang xứ Kinh Bắc.
Năm 58 tuổi, làm quan Gia Hành Đại Phu, Công Bộ Tả Thị Lang, Chính Khanh Trung Ban; cùng năm ấy được phong chức Đặc Tiến Kim Tử Vinh Lộc Đại Phu, Nhập Thị Nội Bộ, Tòng Hình Bộ Tả Thị Lang, Hành Ngự Sử Đài, Phó Đô Ngự Sử, Đức Quốc Thượng Giai.
Năm 59 tuổi làm quan trấn thủ xứ Thanh Hoá, dẹp loạn cướp biển và cướp núi đang hoành hành.
Năm 61 tuổi (1745) được phong chức Đặc Tiến Kim Tử Vinh Lộc Đại Phu, Nhất Thị Lang, Hành Tham Tụng, Trụ Quốc Thượng Giai, Lại Bộ Tả Thị Lang, Tước Nhi Đình Hầu.
Năm 62 tuổi, vào khoa thi Hội tháng 3 năm Bính Dần (1746) cụ làm quan chánh chủ khảo khoa thi này. Tháng tư năm ấy Ngô Dụng làm chánh sứ đi sang nhà Thanh bên Trung Quốc. Tháng 5 năm ấy Ngô Dụng bị mắc bệnh hiểm nghèo trên đường đi sứ, phải trở về làng Vân Trì dưỡng bệnh. Nhà vua cử quan ngự y của triều đình về thuốc thang chăm sóc cụ đến giây phút cuối cùng. Nghe tin cụ sắp mất, triều đình vô cùng thương tiếc, nhà vua xuống chỉ bãi chầu 3 ngày, và gửi về gia đình 500 lạng bạc, 10 tấm gấm hoa vàng để vào việc tang. Vào giờ dần mồng 3 tháng 7 năm Bính Dần (1746) lúc hấp hối, cụ dặn dò con cháu phải chôn cụ ở đồi Lang Thông, Vạn Thạch, Hoàng Vân, không được xây lăng mộ, số tiền vua Lê, chúa Trịnh ban cho dùng để làm đường cho nhân dân đi. Vào giờ Mão ngày mồng 3 tháng 7 năm Bính Dần, Ngô Dụng qua đời tại quê nhà, thọ 62 tuổi.
Ngày 2 tháng 9 nhà vua lại sai quan Khâm sai đại thần Đặc tiến kim tử vinh lộc đại phu Nguyễn Trọng Đôn về tại gia phúng viếng, đọc văn tế cụ rất thống thiết. Ngày 20 tháng 9 triều đình xuống chiếu sắc phong chức Đặc tiến kim tử, vinh lộc đại phu, trụ quốc thượng giai, binh bộ thượng thư, nhi quận công.

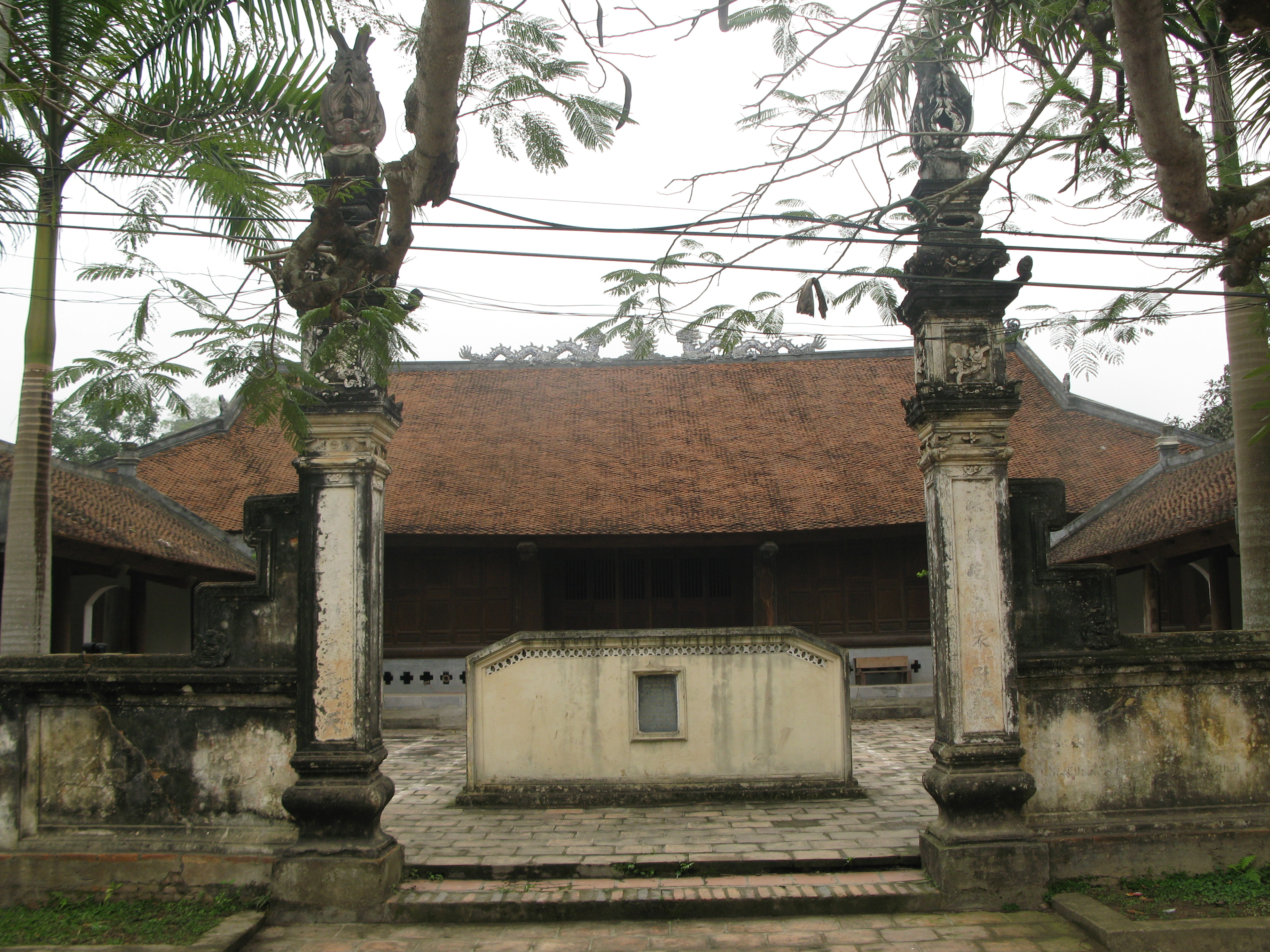
Đình làng Vân Xuyên

Năm Đinh Mão (1747) hoàng thượng Lê Hiển Tông và chúa thượng Trịnh Doanh nhớ tới công lao của cụ, lại có sắc phong cho Trịnh Ngô Dụng làm Phúc đẳng thần được thờ ở đình làng cùng với thành hoàng Cao Sơn Quý Minh (còn gọi là Đức Thánh Đuổm, Dương Tự Minh).
Họ Ngô làng Vân Xuyên vẫn còn lưu giữ được chiếc kiệu của cụ Ngô Dụng thường dùng lúc làm quan.
Trong dân gian vẫn còn lưu truyền bài thơ ca ngợi công đức của Ngô Dụng:
Đệ nhất quận công tổng Hoàng Vân
Trụ quốc thượng giai, phúc đẳng thần
Lăng tẩm không xây, thông reo mãi
Nấm mộ đơn sơ giữa cõi trần
Trí dũng song toàn phò non nước
Trung hiếu đôi đường vẹn chữ nhân
Ngàn năm tên tuổi ghi bia đá
Văn Miếu lưu truyền đến vạn xuân

### Bài văn tế của quan Khâm sai đại thần Nguyễn Trọng Đôn
Đối với người bề tôi là giường cột của quốc gia, sống thì được ban tước lộc, chết thì được thăm viếng để cho thỏa nghĩa linh và cho phải đạo vậy.
Nhớ ông xưa: chí khí anh hùng, người tốt hơn vàng ngọc, học rộng hiểu sâu, văn chương như gấm dệt thêu hoa. Sinh thời ông làm quan, lúc ở trong triều, khi về phủ huyện, ở đâu cũng giữ được liêm khiết. Lúc đi dẹp giặc, lúc đến an dân, trăm họ đâu đâu đều mến mộ, coi như quan phụ mẫu, muốn tâu vua xin cho ông ở lại lâu dài. Lúc Đại trào, khi tiểu truật, ông đưa ý kiến ra bàn luận, mọi người đều phải chú ý lắng nghe. Nay ông mất đi, triều thần như mất một cánh tay, đău buồn khôn xiết. Vậy nhà vua cử tôi về đây viếng tang ông.
Người làm tôi mà trung như ông, cần như ông; Người làm quan mà liêm như ông, chính như ông, ai chẳng tiếc thương.
Tôi được cử về đây thay mệnh vua tế ông. Ông có khôn thiêng, mời về thụ hưởng.

### Cứu làng Chèo
Chúa Trịnh là Trịnh Giang (1729-1740) vô cùng bạo ngược, giết vua nọ lập vua kia, sát hại công thần, tự cho thi tiến sĩ ở phủ đường, chơi bời dâm dục không còn mức độ nào cả nên bị bệnh kinh quý, sợ sấm sét. Bọn hoạn quan là Hoàng Công Phụ đánh lừa Giang, chúng đào đất làm cung thưởng trì dưới hầm cho Giang ở, từ đó Giang không bước chân ra ngoài. Hoàng Công Phụ cùng đồ đảng càng có dịp chuyên quyền, lũng đoạn triều chính, các quan đại thần người bị giết người bị phạt, thuế khóa nặng nề, hàng loạt cuộc khởi nghĩa của nhân dân nổ ra khắp nơi.
Năm 1740 Trịnh Giang bị phế truất, Trịnh Doanh lên cầm quyền, đất nước dần ổn định, Tổng thái giám Đề quận công Hoàng Công Phụ bị xử tội. Triều đình phong Ngô Dụng làm Thượng tướng quân đem vài ngàn binh mã về quê Hoàng Công Phụ (làng Chèo, tổng Quế Trạo, Hiệp Hòa, Kinh Bắc) để tàn sát, hủy diệt cả làng Chèo, cả tổng Quế Trạo để trừ mầm mống phản loạn (ngụ ý sâu xa là nhổ cỏ phải nhổ cả gốc). Khi nhận được chiếu chỉ hủy diệt này, Ngô Dụng đã cho người tâm phúc ngầm phi ngựa suốt đêm về báo trước cho dân làng Chèo trốn sang tổng Hoàng Vân bên cạnh. Ngày hôm sau Ngô Dụng dẫn quân về thì làng Chèo vắng tanh, vườn không nhà trống. Ngô Dụng lệnh cho lính đốt rơm rạ, giết trâu bò và đắp hàng trăm ngôi mộ giả, lại cho người rắc vôi bột trắng xóa. Giám quan triều đình tưởng đã hủy diệt làng Chèo, vội quay ngựa về bẩm báo với chúa thượng rằng Làng Chèo của hoạn quan Hoàng Công Phụ đã bị xóa sổ.
Sau khi Trịnh Sâm lên ngôi chúa năm 1747 liền đại xá thiên hạ. Dân làng Chèo lũ lượt kéo về làng cũ chăm lo sản xuất cấy cày, cuộc sống trở lại thanh bình. Từ đó trở đi hàng năm vào ngày giỗ Ngô Dụng (mùng 3 tháng 7 âm lịch) nhân dân làng Chèo lại đội mâm sôi, thủ lợn, vàng mã sang làng Vân Xuyên dâng lễ để tỏ lòng nhớ ơn cụ đã cứu giúp cả làng Chèo, tổng Quế Trạo khỏi họa lớn.

## Hậu duệ

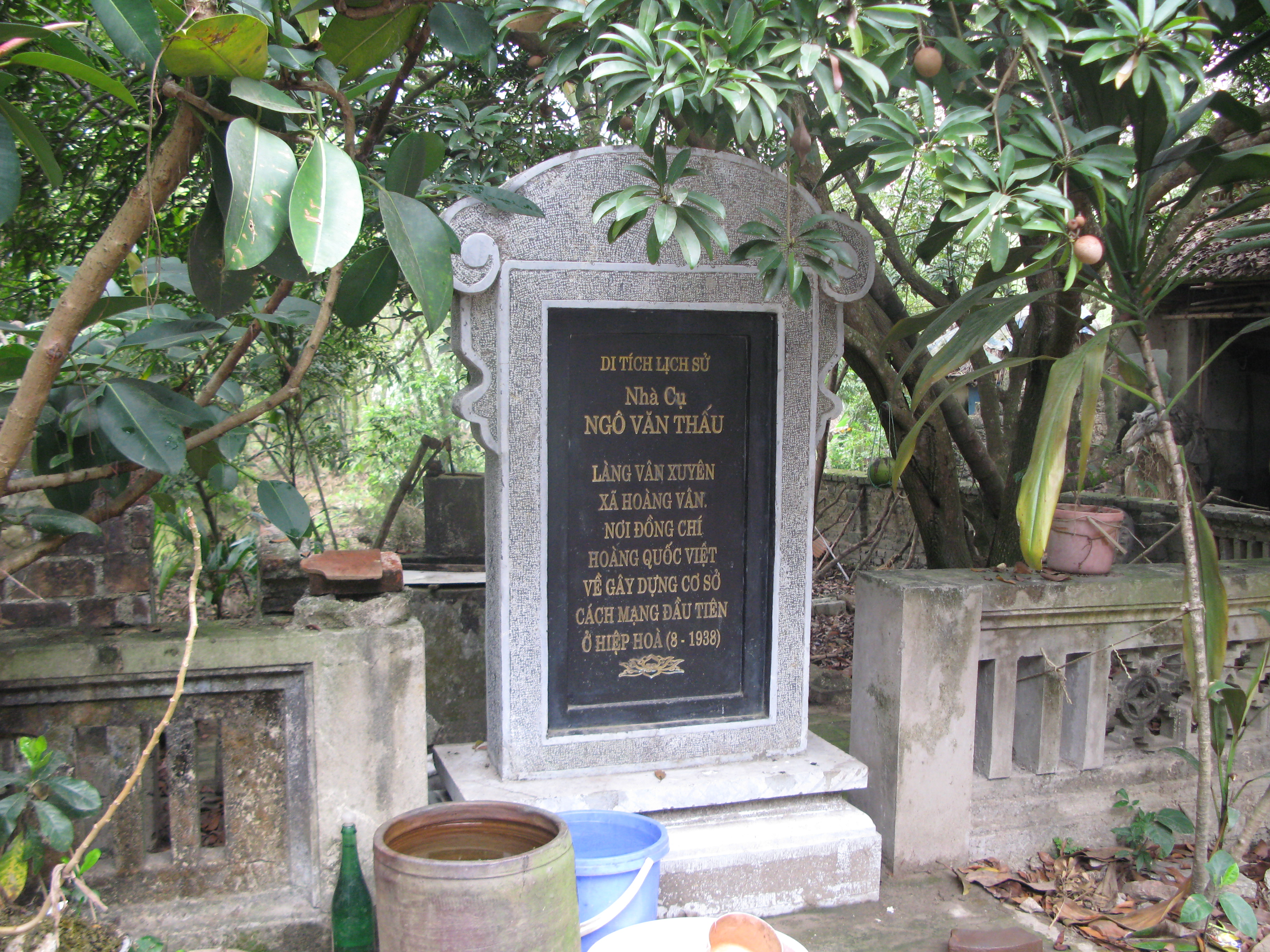
Bia ở sân nhà cụ Đồ Ba